# Ratufa
Ratufa (Ratufa) je rod velkých veverek žijící v tropických oblastech Asie od jižní Indii až po Indonésii. Většina druhů je ohrožena především úbytkem přirozeného životního prostředí a je zařazena mezi zranitelné.
Žijí v tropických pralesích a v světlých tropických lesích v korunách stromů. Zde si také ve větvích staví hnízdo nebo využívají dutiny stromů. Živí se ovocem, ořechy, kůrou stromů a hmyzem.

## Výskyt
Ratufy žijí v jižní a jihovýchodní Asii od Indie přes Srí Lanku, Thajsko, Vietnam, Malajsii po indonéské ostrovy Sumatra a Jáva.
Žijí v tropických deštných pralesích a v světlých tropických lesích v korunách stromů.

## Taxonomie
Rod Ratufa zahrnuje čtyři druhy:
- ratufa znamenanná (Ratufa affinis) – žije v Thajsku, na Malajském poloostrově a v Indonésii na ostrovech Borneo a Sumatra,[1]
- ratufa uzdičková (Ratufa bicolor) – vyskytuje se ve východní Indii, jižní Číně, Barmě, Vietnamu, Laosu a Kambodži, v Malajsii a na indonéských ostrovech Sumatra, Jáva a Bali,[2]
- ratufa obrovská (Ratufa indica) – žije ve střední a jižní Indii ve výšce od 180 do 2500 m n. m.[3]
- ratufa černoprstá (Ratufa macroura) – žije na Sri Lance a na několika malých územích v jižní Indii.[4]

## Vzhled
Jde o výrazně zbarvené větší veverky. Délka těla se pohybuje od 250 do 450 mm, ocas je stejně dlouhý jako tělo nebo i delší. Váží obvykle 1,5–2 kg, ale někdy i 3 kg.
Barva jejich srsti je různá. Některé jsou shora leskle černé, na břiše pak světle žlutohnědé. Jiné mají horní část těla jasně červenou, další tmavě hnědou až šedou; spodní partie jsou béžové až do bíla. Některé mají navíc světlé pruhy nebo skvrny.
Uši jsou krátké a kulaté, u ratufy černoprsté (Ratufa macroura) navíc s chomáčky chlupů na konci. Tlapy mají širší přizpůsobené k dobrému pohybu ve větvích. Jsou vybavené mohutnými drápy. Samice mají tři páry bradavek.

## Způsob života

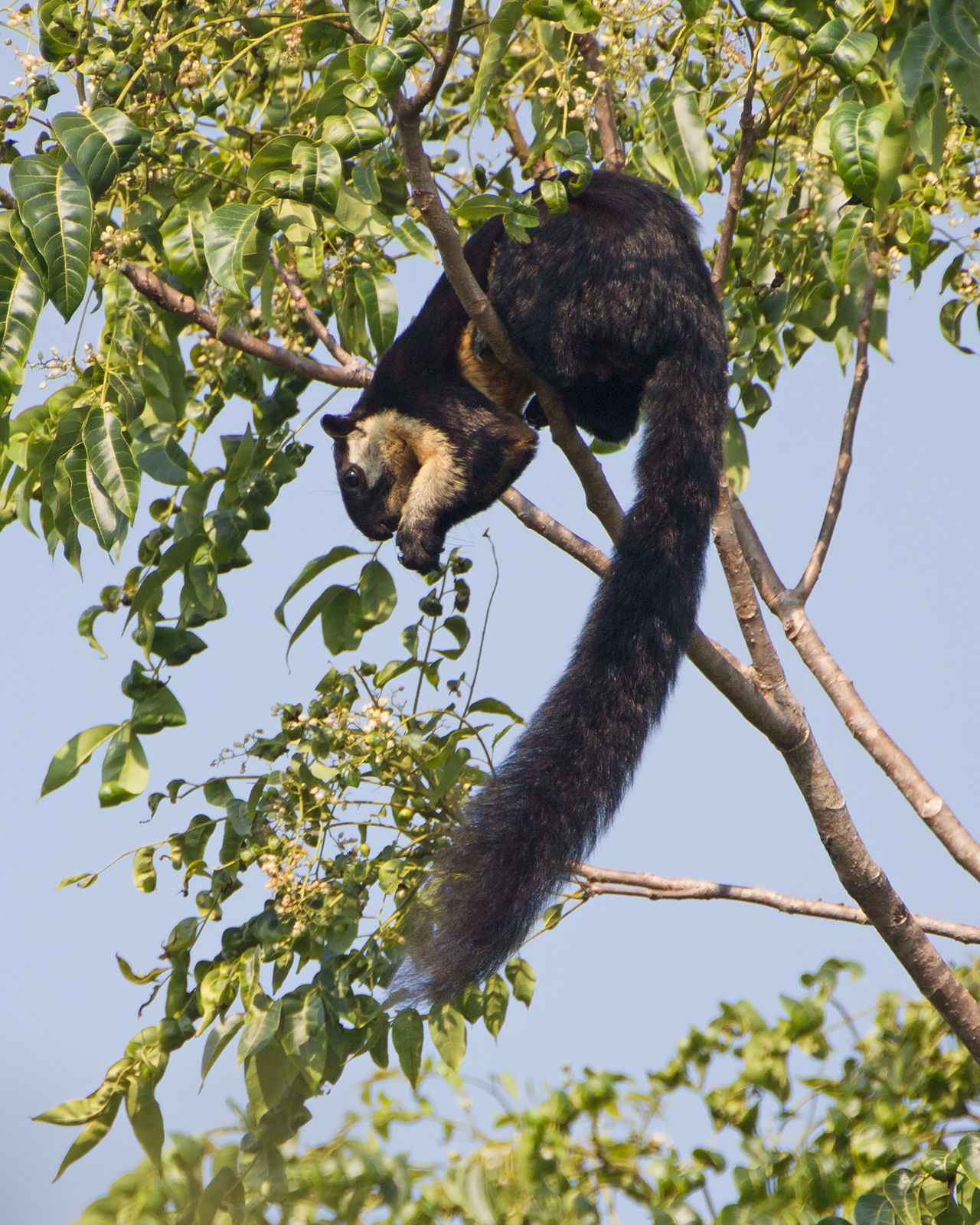
Ratufa uzdičková

Některé ratufy žijí samostatně, jiné se sdružují do párů. Skrývají se mezi listy stromů a i celkově se chovají velmi obezřetně. Při vyplašení nebo ohrožení vydávají pronikavé krátké zvuky. V klidu občas mručí.
Ratufy žijí celý život v korunách stromů. Na zem sestupují jen při pronásledování jiných veverek nebo při námluvách. Ve větvích se velmi dobře pohybují; dovedou skákat až 6 m. Jako úkryt využívají dutin ve stromech. V období rozmnožování si staví velké kulovité hnízdo ve větvích. V něm také rodí a vychovávají mláďata.

### Potrava
Živí se ovocem, ořechy, kůrou některých stromů a hmyzem. Někdy vybírají i ptačí hnízda.
Při konzumaci potravy nesedí jako ostatní menší veverky s ocasem nad tělem; místo toho balancují na zadních nohách a ocasem udržují rovnováhu. Přitom jim velmi krátký a široký palec na předních nohách pomáhá v přidržování potravy.

### Rozmnožování
Rodí obvykle 1–3 mláďata, která váží kolem 77 g. U ratufy černoprsté (Ratufa macroura) byla zjištěna doba březosti 28 dní, u ratufy uzdičkové (Ratufa bicolor) 28–35 dní. Mláďata kojí 8–10 týdnů. U ratufy uzdičkové bylo pozorováno více vrhů do roka (první v dubnu až květnu, druhý v srpnu až září); u jiných se to předpokládá.
Nejvyšší doložený věk 20 let byla zjištěn u ratufy obrovské chované v zajetí.

## Stupeň ohrožení
Kromě ratufy obrovské jsou všechny druhy ohroženy především úbytkem přirozeného životního prostředí a jsou zařazeny mezi zranitelné druhy. Někde jsou také loveny pro maso.